# Debbie Stabenow
Deborah Ann "Debbie" Stabenow (født Deborah Ann Greer 29. april 1950) er en amerikansk politiker for Det demokratiske parti. Hun har repræsenteret Michigan i USA's senat siden 2000, da hun slog den siddende republikanske senator Spencer Abraham. Debbie Stabenow er den første kvindelige senator fra Michigan, og sammen med Maria Cantwell (Washington) de første kvinder som slog siddende senatorer i et ordinært valg. Hun blev genvalgt som senator for en ny periode i 2006.
Stabenow har tidligere arbejdet som socialarbejder.